# ファンクラブ (アルバム)
『ファンクラブ』は、日本のロックバンド、ASIAN KUNG-FU GENERATIONの3rdフルアルバム。2006年3月15日にキューンレコードから発売。初回限定盤はスリーブケース仕様+ステッカーシート封入。

## 概要
- アルバム名は、あらゆる音楽に対してファンであって欲しいという願いから来ている。また、全体的に曲の内容が暗い物が多いため、明るい名前が付けられた。なお、ASIAN KUNG-FU GENERATIONの公式ファンクラブは存在しない。
- 前作『ソルファ』とは異なり、楽曲製作やレコーディングは約2か月間の期間で行われた。アルバムは、前作とは対照的に「繋がらない」ということや、「終焉」や「喪失」をテーマとしたコンセプト・アルバムとなっている。
- レギュラー番組『SCHOOL OF LOCK!』にて初めてタイトルを発表した際、わざと「ファンク・ラブ (FUNK LOVE)」と読んでいた。

## 収録曲
- 全作詞：後藤正文、全編曲：ASIAN KUNG-FU GENERATION

| #         | タイトル                                             | 作詞      | 作曲               | 時間 |
| --------- | ---------------------------------------------------- | --------- | ------------------ | ---- |
| 1.        | 「暗号のワルツ」                                     |           | 後藤正文           | 4:25 |
| 2.        | 「ワールドアパート」(株式会社『レコチョク』CMソング) |           | 後藤正文           | 4:30 |
| 3.        | 「ブラックアウト」(『au music 05 summer』CMソング)   |           | 後藤正文           | 5:19 |
| 4.        | 「桜草」                                             |           | 後藤正文           | 3:54 |
| 5.        | 「路地裏のうさぎ」                                   |           | 後藤正文           | 2:47 |
| 6.        | 「ブルートレイン」                                   |           | 後藤正文・喜多建介 | 4:19 |
| 7.        | 「真冬のダンス」                                     |           | 後藤正文           | 3:25 |
| 8.        | 「バタフライ」                                       |           | 後藤正文           | 4:43 |
| 9.        | 「センスレス」                                       |           | 後藤正文           | 5:36 |
| 10.       | 「月光」                                             |           | 後藤正文           | 6:21 |
| 11.       | 「タイトロープ」                                     |           | 後藤正文           | 5:28 |
| 合計時間: | 合計時間:                                            | 合計時間: | 50:51              |      |

### アナログ盤の収録曲
- SIDE-A
  - 1. - 6.
- SIDE-B
  - 7. - 11.

番号は上記のCDの収録トラックに対応して表記。

## 楽曲について
暗号のワルツ
曲の始まりは3拍子で、途中からドラムスだけが4拍子になり、サビで全パートが4拍子になる、という構成。
後藤は制作当初からこの曲をトップトラックにと予定していたが、リズムが分かりにくくメンバー内でも意見が割れた。またそのテンポのせいで、制作中もメンバーが理解できない様な場面もあった。
BPMは200を超え、このアルバムの中では最速である。
ブラックアウト
NANO-MUGENのコンピアルバムに収録されているものとは別バージョンであり、アコースティックギターがダビングされている。
桜草
このタイトルは桜草の花言葉に意味があるという。
路地裏のうさぎ
イントロは喜多が作成した。
2006年のアルバムツアー以来ライブでは演奏されていなかったが、2024年の「ファン感謝祭2024」で人気投票トップ10に入ったこともあり、約18年ぶりに演奏された。
真冬のダンス
後藤の浪人時代のエピソードが基になっており、曰く「大学に受かってもいないのに上京し新聞配達のバイトをしていた時初めて街に積もった雪を見て興奮し、団地の公園で一人雪遊びをしてはしゃいでいるうちに虚しくなり、その時の自分と真っ白な雪景色を対比にした」という。
バタフライ
後藤はこの曲を元々「蛾」というタイトルにしたがっていた。また、「一回ぶっ壊して全部作り直した曲」とも語っている。
2007年の酔杯ツアー以来ライブでは演奏されていなかったが、2024年の「ファン感謝祭2024」で人気投票トップ10に入ったこともあり、約17年ぶりに演奏された。
センスレス
イントロは本作発売のずっと前に完成していたため、アルバム発売前はライブなどでは主にオープニングとして演奏されていた。後のライブでも最初に演奏されることが多い。
このアルバムの中で後藤が最も気に入っている楽曲である。
タイトロープ
ライブの最後によく演奏される。

## 演奏
- 後藤正文：Vocals, Guitar
- 喜多建介：Guitar, Vocals
- 山田貴洋：Bass, Vocals
- 伊地知潔：Drums, Percussions, Piano